# Décès en 1454
Décès
- 1450
- 1451
- 1452
- 1453
- 1454
- 1455
- 1456
- 1457
- 1458

- 14 février : Marie de Mazovie (en), noble.

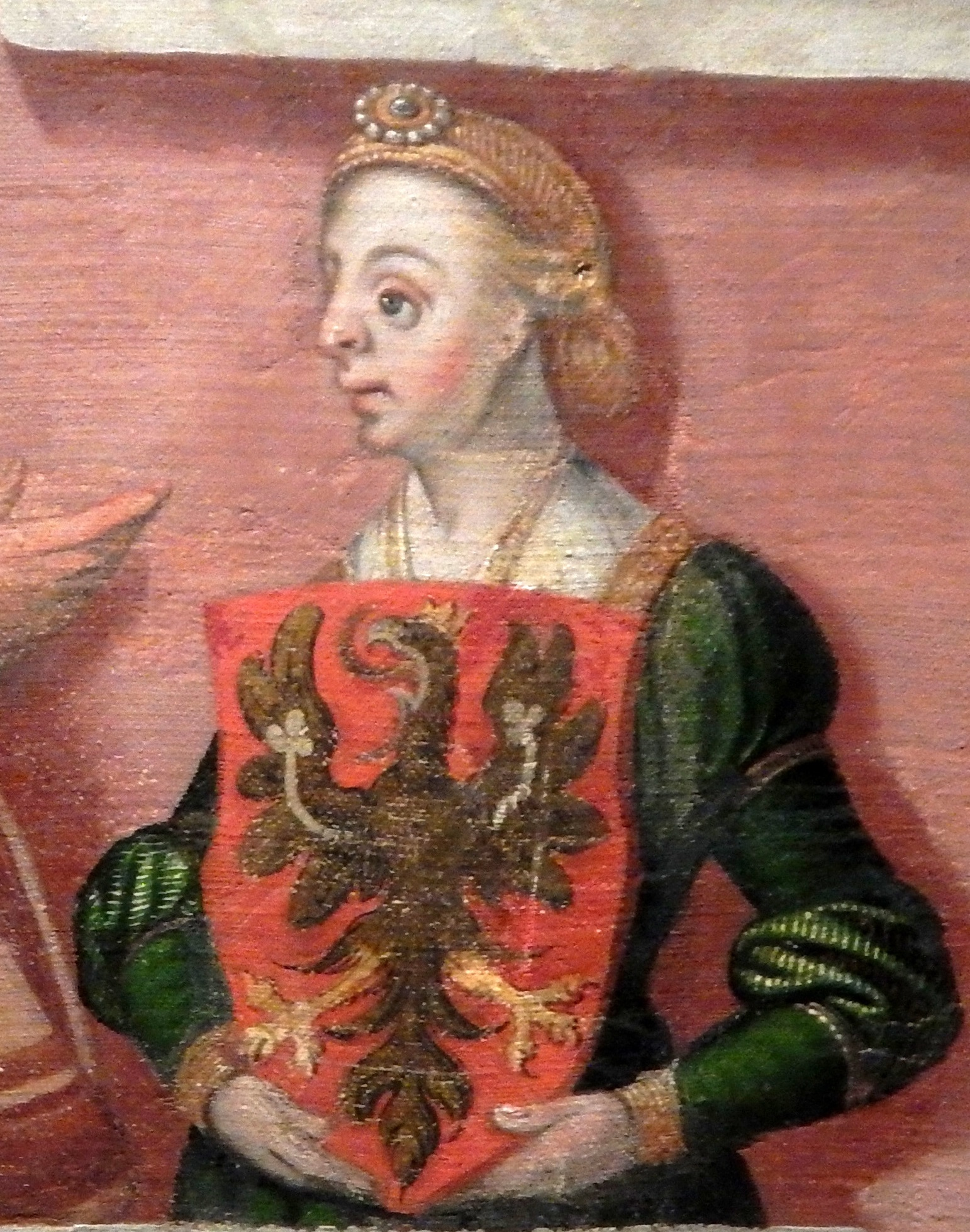
, morte le 14 février.

- 22 mars : John Kemp, cardinal anglais.
- 7 avril :  Ruaidhrí mac Neachtain Ó Domhnaill, roi en Irlande.
- 8 mai : Jean Ier (seigneur de Monaco)
- 19 mai :  Jean de Lastic, grand maître des Hospitaliers de l'ordre de Saint-Jean de Jérusalem.
- 4 juin : Jean de Pérusse d'Escars, noble.
- juillet : William Crichton, lord chancelier d’Écosse.
- 2 juillet : Janusz d'Opava, noble tchèque.
- 20 juillet :Jean II (roi de Castille)
- septembre : 
  - Pierre de Foix-Lautrec, noble.
  - Hugues d'Aubusson, évêque.
- 10 septembre : Boleslas IV de Varsovie, noble.
- 18 septembre : Rodolphe de Żagań, noble.
- 12 décembre : Jean d'Arces, cardinal.
- 1er décembre : Philippe de Culant, maréchal de France.

Date incertaine
- Agbarjin, empereur mongol.
- Jean de L'Aigle, noble.
- Thomas Attwood (en), prêtre.
- William Babington (en), avocat anglais.
- Francesco Barbaro, humaniste et diplomate italien.
- Robert de Baudricourt, noble.
- Barnaba Guano (en), doge de Gênes.
- Jean de Dammartin, architecte.
- Ignatius Behnam Hadloyo (en), religieux.
- Konoe Tadatsugu, noble japonais.
- Mohammed X al-Ahnaf, sultan de Grenade.
- Marguerite d'Opole, princesse polonaise.
- Sharaf ad-Din Ali Yazdi, historien et poète persan.
- Robert Wingfield, personnalité politique anglaise.
- Chiara Zorzi, duchesse d'Athènes.

## Crédit d'auteurs
- Cet article est partiellement ou en totalité issu de l'article intitulé « 1454 » (voir la liste des auteurs).